# ألاموغوردو
ألاموغوردو (بالإنجليزية: Alamogordo)‏ هي إحدى مدن ولاية نيومكسيكو في الولايات المتحدة الأمريكية.حصلت بها عام 1945 عملية تجربة أول قنبلة نووية.

## التركيبة السكانية
حدّد مكتب تعداد الولايات المتحدة بيانات التركيبة السكانية لألاموغوردو في تعداد الولايات المتحدة. في ما يلي، التركيبة السكانية حسب تعدادي 2000 و2010.

### تعداد عام 2000
بلغ عدد سكان ألاموغوردو 35,582 نسمة بحسب تعداد عام 2000، وبلغ عدد الأسر 13,704 أسرة وعدد العائلات 9,728 عائلة مقيمة في المدينة. في حين سجلت الكثافة السكانية 641.9 نسمة لكل كيلومتر مربع (1,662.5/ميل2). وبلغ عدد الوحدات السكنية 15,920 وحدة بمتوسط كثافة قدره 287.2 لكل كيلومتر مربع (743.8/ميل2).
وتوزع التركيب العرقي للمدينة بنسبة 75.35% من البيض و5.58% من الأمريكيين الأفارقة و1.05% من الأمريكيين الأصليين و1.53% من الأمريكيين ذوي الأصول الآسيوية و0.17% من سكان جزر المحيط الهادئ و12.07% من الأعراق الأخرى و4.25% من عرقين مختلطين أو أكثر و31.99% من الهسبانيون أو اللاتينيون من أي عرق.
بلغ عدد الأسر 13,704 أسرة كانت نسبة 39.2% منها لديها أطفال تحت سن الثامنة عشر تعيش معهم، وبلغت نسبة الأزواج القاطنين مع بعضهم البعض 55.6% من أصل المجموع الكلي للأسر، ونسبة 11.7% من الأسر كان لديها معيلات من الإناث دون وجود شريك، بينما كانت نسبة 3.6% من الأسر لديها معيلون من الذكور دون وجود شريكة وكانت نسبة 29% من غير العائلات. تألفت نسبة 25.2% من أصل جميع الأسر من عدة أفراد يعيشون في نفس المنزل ونسبة 8.8% كانت تتألف من شخص يعيش بمفرده يبلغ من العمر 65 عاماً أو أكثر. وبلغ متوسط حجم الأسرة المعيشية 2.57، أما متوسط حجم العائلات فبلغ 3.07.
بلغ العمر الوسطي للسكان 33.5 عاماً. وكانت نسبة 28.6% من القاطنين تحت سن الثامنة عشر، وكانت نسبة 9% بين الثامنة عشر والرابعة والعشرين عاماً، ونسبة 29.4% كانت واقعةً في الفئة العمرية ما بين الخامسة والعشرين والرابعة والأربعين عاماً، ونسبة 19.8% كانت ما بين الخامسة والأربعين والرابعة والستين، ونسبة 12.1% كانت ضمن فئة الخامسة والستين عاماً فما فوق. يوجد لكل 100 أنثى 97.4 ذكر، ويوجد لكل 100 أنثى في الثامنة عشر من عمرها فما فوق 93.9 ذكر.
بلغ متوسط دخل الأسرة في المدينة 30,928 دولارًا، أما متوسط دخل العائلة فبلغ 35,673 دولارًا. وكان متوسط دخل الذكور 28,163 دولارًا مقابل 18,860 دولارًا للإناث. وسجل دخل الفرد الخاص بالمدينة 14,662 دولارًا. وكانت نسبة 13.2% من العائلات ونسبة 16.5% من السكان تحت خط الفقر، وكان من هؤلاء نسبة 24.6% تحت سن الثامنة عشر ونسبة 11.8% في الخامسة والستين من العمر وما فوق.

### تعداد عام 2010
بلغ عدد سكان ألاموغوردو 30,403 نسمة بحسب تعداد عام 2010، وبلغ عدد الأسر 12,763 أسرة وعدد العائلات 8,115 عائلة مقيمة في المدينة. في حين سجلت الكثافة السكانية 548.5 نسمة لكل كيلومتر مربع (1,420.6/ميل2). وبلغ عدد الوحدات السكنية 14,052 وحدة بمتوسط كثافة قدره 253.5 لكل كيلومتر مربع (656.6/ميل2).
وتوزع التركيب العرقي للمدينة بنسبة 76.84% من البيض و5.42% من الأمريكيين الأفارقة و1.42% من الأمريكيين الأصليين و1.72% من الأمريكيين ذوي الأصول الآسيوية و0.34% من سكان جزر المحيط الهادئ و9.33% من الأعراق الأخرى و4.93% من عرقين مختلطين أو أكثر و30.49% من الهسبانيون أو اللاتينيون من أي عرق.
بلغ عدد الأسر 12,763 أسرة كانت نسبة 30.5% منها لديها أطفال تحت سن الثامنة عشر تعيش معهم، وبلغت نسبة الأزواج القاطنين مع بعضهم البعض 46.4% من أصل المجموع الكلي للأسر، ونسبة 12.6% من الأسر كان لديها معيلات من الإناث دون وجود شريك، بينما كانت نسبة 4.6% من الأسر لديها معيلون من الذكور دون وجود شريكة وكانت نسبة 36.4% من غير العائلات. تألفت نسبة 30.9% من أصل جميع الأسر من عدة أفراد يعيشون في نفس المنزل ونسبة 11.4% كانت تتألف من شخص يعيش بمفرده يبلغ من العمر 65 عاماً أو أكثر. وبلغ متوسط حجم الأسرة المعيشية 2.33، أما متوسط حجم العائلات فبلغ 2.90.
بلغ العمر الوسطي للسكان 37.4 عاماً. وكانت نسبة 23.5% من القاطنين تحت سن الثامنة عشر، وكانت نسبة 9.6% بين الثامنة عشر والرابعة والعشرين عاماً، ونسبة 25.3% كانت واقعةً في الفئة العمرية ما بين الخامسة والعشرين والرابعة والأربعين عاماً، ونسبة 24.8% كانت ما بين الخامسة والأربعين والرابعة والستين، ونسبة 16.8% كانت ضمن فئة الخامسة والستين عاماً فما فوق. وتوزع التركيب الجنسي للسكان بنسبة 49.1% ذكور و50.9% إناث.

## المناخ
يظهر الجدول التالي التغييرات المناخية على مدار السنة لألاموغوردو:
| البيانات المناخية لـألاموغوردو              | البيانات المناخية لـألاموغوردو | البيانات المناخية لـألاموغوردو | البيانات المناخية لـألاموغوردو | البيانات المناخية لـألاموغوردو | البيانات المناخية لـألاموغوردو | البيانات المناخية لـألاموغوردو | البيانات المناخية لـألاموغوردو | البيانات المناخية لـألاموغوردو | البيانات المناخية لـألاموغوردو | البيانات المناخية لـألاموغوردو | البيانات المناخية لـألاموغوردو | البيانات المناخية لـألاموغوردو | البيانات المناخية لـألاموغوردو |
| الشهر                                       | يناير                          | فبراير                         | مارس                           | أبريل                          | مايو                           | يونيو                          | يوليو                          | أغسطس                          | سبتمبر                         | أكتوبر                         | نوفمبر                         | ديسمبر                         | المعدل السنوي                  |
| ------------------------------------------- | ------------------------------ | ------------------------------ | ------------------------------ | ------------------------------ | ------------------------------ | ------------------------------ | ------------------------------ | ------------------------------ | ------------------------------ | ------------------------------ | ------------------------------ | ------------------------------ | ------------------------------ |
| الدرجة القصوى °ف (°م)                       | 76 (24)                        | 81 (27)                        | 89 (32)                        | 97 (36)                        | 104 (40)                       | 110 (43)                       | 110 (43)                       | 106 (41)                       | 102 (39)                       | 96 (36)                        | 88 (31)                        | 78 (26)                        | 110 (43)                       |
| متوسط درجة الحرارة الكبرى °ف (°م)           | 56.1 (13.4)                    | 62.2 (16.8)                    | 68.1 (20.1)                    | 76.7 (24.8)                    | 85.7 (29.8)                    | 93.7 (34.3)                    | 93.4 (34.1)                    | 90.9 (32.7)                    | 85.9 (29.9)                    | 76.2 (24.6)                    | 64.8 (18.2)                    | 55.8 (13.2)                    | 75.8 (24.3)                    |
| المتوسط اليومي °ف (°م)                      | 43.9 (6.6)                     | 48.6 (9.2)                     | 54.8 (12.7)                    | 62.6 (17.0)                    | 71.4 (21.9)                    | 79.8 (26.6)                    | 80.9 (27.2)                    | 78.8 (26.0)                    | 73.4 (23.0)                    | 63.1 (17.3)                    | 51.5 (10.8)                    | 43.6 (6.4)                     | 62.8 (17.1)                    |
| متوسط درجة الحرارة الصغرى °ف (°م)           | 31.6 (−0.2)                    | 36.0 (2.2)                     | 41.5 (5.3)                     | 48.4 (9.1)                     | 57.1 (13.9)                    | 65.8 (18.8)                    | 68.4 (20.2)                    | 66.8 (19.3)                    | 60.9 (16.1)                    | 49.9 (9.9)                     | 38.3 (3.5)                     | 31.4 (−0.3)                    | 49.7 (9.8)                     |
| أدنى درجة حرارة °ف (°م)                     | −14 (−26)                      | 5 (−15)                        | 10 (−12)                       | 20 (−7)                        | 33 (1)                         | 41 (5)                         | 51 (11)                        | 51 (11)                        | 36 (2)                         | 24 (−4)                        | 0 (−18)                        | −1 (−18)                       | −14 (−26)                      |
| الهطول إنش (مم)                             | 0.72 (18)                      | 0.63 (16)                      | 0.42 (11)                      | 0.38 (9.7)                     | 0.49 (12)                      | 0.79 (20)                      | 1.81 (46)                      | 2.19 (56)                      | 1.48 (38)                      | 1.17 (30)                      | 0.72 (18)                      | 0.93 (24)                      | 11.73 (298.7)                  |
| متوسط أيام هطول الأمطار (≥ 0.01 inch)       | 3                              | 3                              | 3                              | 2                              | 3                              | 3                              | 8                              | 8                              | 5                              | 4                              | 3                              | 3                              | 47                             |
| المصدر: The Western Regional Climate Center |                                |                                |                                |                                |                                |                                |                                |                                |                                |                                |                                |                                |                                |

## أعلام
- جونيور داوغرتي
- إدوارد لي هوارد
- إرنست ستاينهوف
- إدوارد كوندون
- كونراد هاميلتون
- آدم فراي
- دانيال فراي
- بولين لورد
- كلارنس إدوين أيريس